# 札幌芸術の森美術館
札幌芸術の森美術館（さっぽろげいじゅつのもりびじゅつかん）は、北海道札幌市の南部に位置する複合文化施設・札幌芸術の森にある日本の美術館。北海道、札幌ゆかりの作家の作品および国内外の近現代美術などをコレクションの核とし、多彩な内容の特別展を年間5〜7本開催するとともに、美術に関する調査研究活動を行っている。また、74点の彫刻作品を常設展示する野外美術館ならびに佐藤忠良記念子どもアトリエを併設し、園内の豊かな自然環境や、周辺の教育・研究機関などとの繋がりを活かしたワークショップなどの事業を行っている。

## 沿革
- 1986年（昭和61年）
  - 4月 財団法人札幌芸術の森設立
  - 7月26日 - 札幌芸術の森が開園し、札幌芸術の森野外美術館も開館[1]。
- 1988年（昭和63年）9月 - 芸術の森美術館の基本・実施設計着手
- 1990年（平成2年）
  - 7月28日 - 野外美術館を拡張し、29点を設置[2]。
  - 9月29日 - 札幌芸術の森美術館（屋内美術館）を開館[3]。
- 1999年（平成11年）
  - 3月 - 第二収蔵庫増設工事竣工
  - 7月 - 野外美術館を拡張し、ダニ・カラヴァンの「隠された庭への道」を設置[4]。
- 2002年（平成14年）10月 - 博物館相当施設に指定される
- 2004年（平成16年）10月 - 呼称を登録名である札幌芸術の森美術館に改める
- 2008年（平成20年）
  - 9月 - 札幌芸術の森野外美術館を所管とし、博物館相当施設としての登録内容を変更する
  - 9月27日 - 札幌芸術の森美術館内に佐藤忠良記念子どもアトリエ開館[5]
- 2009年（平成21年）4月 - 基本理念を定める
- 2010年（平成22年）4月 - 美術作品収集方針を改定する
- 2011年（平成23年）1月 - 欧文表記をSapporo Art Museumに改める

## 関連施設

### 札幌芸術の森野外美術館
札幌芸術の森野外美術館は、1986年（昭和61年）7月26日に開館した。
7.5ヘクタールにも及ぶ起伏に富んだ緑豊かな敷地のなかに、日本を中心とした現代を代表する彫刻家たちの作品をはじめ、ノルウェーの彫刻家グスタフ・ヴィーゲランの作品、イスラエルの彫刻家ダニ・カラヴァンによる壮大なスケールの作品、札幌市の姉妹都市からの寄贈作品など、65作家74点の彫刻を常設展示している。
これらの作品の多くは、作家が制作に先立って実際にこの地を訪れ、地形や周囲の状況、気候などを考慮しながら、この場所のために新たにつくりあげたものである。
冬季にはかんじきを無料貸し出しして、野外美術館の作品を雪中で見られるようにしているなど四季折々に移ろう北国の自然のなかを散策しながら、天候や時刻、季節によってさまざまに表情を変える彫刻の鑑賞を楽しむことができる。

### 佐藤忠良記念子どもアトリエ
佐藤忠良記念子どもアトリエは、2008年（平成20年）9月27日に札幌芸術の森野外美術館のなかに開館した。
13歳から20歳までの多感な時期を札幌で過ごした佐藤忠良は、日本を代表する彫刻家として第一線で活躍する一方で、美術の教科書や絵本を数多く手がけるなど、子どもたちの豊かな感性をはぐくむための活動にも力を注いできた。
この施設は、佐藤忠良のそうした子どもたちへの想いにちなみ、「佐藤忠良と子どもの世界」をテーマにつくられた体験型ギャラリーである。
家族や子どもをモチーフにした愛情あふれる彫刻・素描作品を展示するほか、併設するワークショップ・ルームでは創作活動に取り組むこともできる。
また、図書コーナーでは彼が手がけた絵本や著作、作品集を閲覧することができる。

## 展覧会活動
札幌芸術の森美術館では、年に5〜7本の特別展を開催。国内外の美術を広く紹介する展覧会のほか、特に札幌、北海道にゆかりのある作家に焦点をあてた「札幌の美術家シリーズ」、毎回テーマを設けて当館のコレクションを紹介する所蔵品企画展などをそれぞれ年に一度のペースで開催している。
加えて、美術館中庭を会場としたインスタレーション・シリーズや、B展示室での所蔵品展も開催し、多彩な展覧会活動を行っている。

## コレクション概要と収集方針
所蔵作品数は、1252点（2011年2月1日現在）。取得方法は受贈1032点、購入203点、管理換え12点、賃借5点である。購入は彫刻を中心としており、野外彫刻は74点中67点が購入である。北海道の作家の絵画は大半は寄贈で、坂野コレクション206点や、SF作家荒巻義雄のコレクション87点が主なものである。コレクションの中で異彩を放つのは、アフリカの部族芸術を集めた橋本信夫・邦江コレクション118点である。橋本夫婦は、アフリカの仮面や楽器などを現地で購入、または物々交換によって入手、後に美術館に寄贈した。
2011年にコレクションの実情に即し柔軟な収集活動を行うため、美術作品収集方針を次のように刷新している。
1.札幌および北海道ゆかりの作家による優れた作品を収集する。

2.国内外の優れた作品を現代的視点から収集する。

3.人類の始原である“森”に関わりのある作品を収集する。

## 教育サービス活動
展覧会にあわせて企画する講演会やギャラリー・トークのほか、札幌市内の小学生を対象とした「ハロー!ミュージアム」事業など、多彩な教育サービス活動を行っている。

### 子どもの美術体験事業「ハロー!ミュージアム」
「ハロー!ミュージアム」は、創造的な活動に取り組む機会を提供することを通じて、子どもたちの文化芸術を愛好する心情と豊かな情操を養うことを目的に、平成20年度から実施している教育事業。
札幌市の小学5年の児童を佐藤忠良記念子どもアトリエ、札幌芸術の森美術館、札幌芸術の森野外美術館に招待し、美術作品等に親しみ、創造的活動の楽しさを体験するプログラムを行っている。
A（佐藤忠良記念子どもアトリエ／鑑賞＋表現）、B（札幌芸術の森美術館／鑑賞）、C（札幌芸術の森野外美術館／鑑賞）の3つのプログラムから選択でき、実施前には美術館スタッフが学校に赴いて、美術館でのマナーや作品鑑賞の方法などを学ぶ事前学習を行なっている。

### ボランティアによる作品解説
野外美術館では、ボランティアが作品を解説しながら案内している。

## 館内施設

### ミュージアムショップ
図録、絵はがき、書籍などの美術関連商品のほか、札幌芸術の森美術館オリジナル・グッズを販売している。また、アーティスト・グッズのコーナーを設け、北海道で活躍する作家たちの作品やグッズの販売を行っている。

### 喫茶 ラ・フォリア
美術館前池に面した窓から見える四季折々の景色や野鳥の姿などを楽しむことができる。店名は、建物から突き出た形が森の構成要素の一部である「葉」を連想させることから、イタリア語で「葉」をあらわしたもの。